# Тарасюк Гнат Ігорович
Гнат Ігорович Тарасюк (позивний "Табакі" 16 серпня 1995, Львів, Україна - 13 серпня 2023, Козачі Лагері, Херсонський район, Херсонська область, Україна) -  солдат Збройних Сил України, учасник російсько - української війни, ветеран АТО. 

## Біографія
Народився 16 серпня 1995 року у Львові. Дитинство провів у м. Надвірна на Прикарпатті. Праонук о. Юліана та Стефанії Тарантюків. 
Протягом 2001 - 2008 років навчався у Надвірнянській  ЗОШ №4. Відвідував музичну школу за спеціальністю духові інструменти.У 2008 - 2012 роках навчався у Івано-Франківському природничо-математичному ліцеї. 
У 2012 році вступає до Львівського національного університету ветеринарної медицини та біотехнологій ім. С. Гжицького. На другому курсі залишає навчання і  вступає  до добровольчого батальйону “Шторм” в Одесі та бере участь в АТО
У 2022 році бере участь в обороні Миколаївщини і Херсонщини у складі  126 окремої бригади ТРО. Брав участь у звільненні Херсона.
13 серпня 2023 року при виконанні бойового завдання – штурмі лівого берега Дніпра, поблизу населеного пункту Козачі Лагері отримав смертельне поранення. Похований у Надвірній. 

## Цікаві факти
- Працював тату-майстром.
- розробив шеврон штурмової групи “Рейдери”, у складі якої воював.[1]

## Нагороди
- відзнака за участь в АТО
- медаль “За відвагу” [4]
- "Почесний Громадянин Івано-Франківська" [5]
- Орден “За мужність” ІІІ ступеня [6]
- пам’ятна медаль «ВІЧНА ПАМ’ЯТЬ ГЕРОЯМ ПРИКАРПАТТЯ» [7]

## Вшанування пам'яті
- 20 грудня 2023р.  на фасаді Надвірнянського ліцею № 4 відкрили меморіальну дошку [8]
- 16 лютого 2024р. на фасаді ліцею імені Івана Пулюя в Івано-Франківську відкрили меморіальну дошку [9]